# Nadja Tiller
Nadja Tiller (Viena, Primera República de Austria, 16 de marzo de 1929-Hamburgo, 21 de febrero de 2023) fue una actriz austriaca. Fue una de las más populares actrices de su país y participó en alrededor de cien películas, muchas de ellas internacionales, en especial durante las décadas de 1950 y 1960.

## Carrera artística
Comenzó su carrera con el título de Miss Austria en 1949, un concurso nacional de belleza para mujeres solteras. Tuvo su gran debut cinematográfico en 1952 en Märchen vom Glück

## Familia

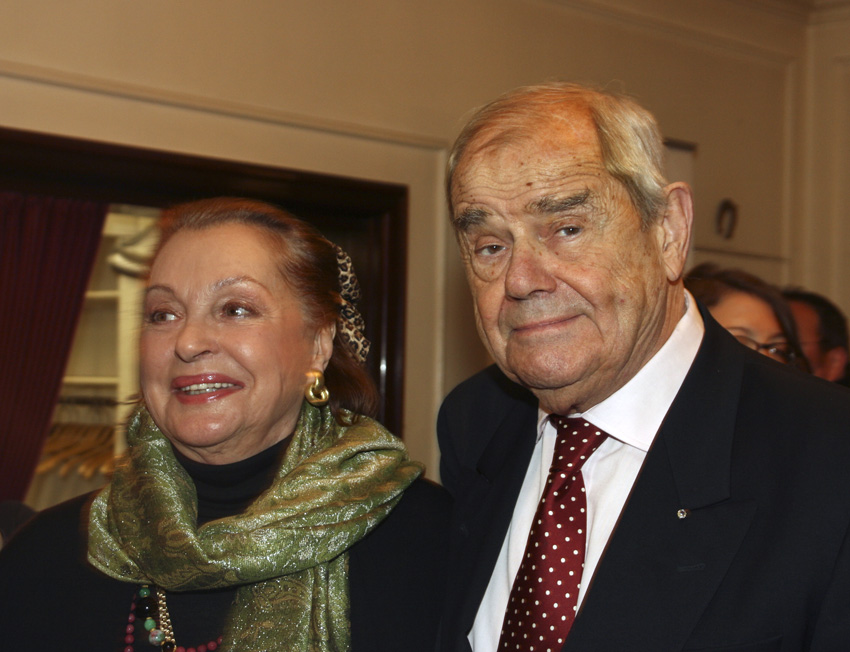
Tiller, junto a su esposo en 2008.

Tiller se casó con el actor Walter Giller en 1956; tuvieron un hijo y una hija. Giller murió de cáncer en 2011, a los 84 años.

## Filmografía
| - Kiss Me Casanova (1949) - Kleiner Schwindel am Wolfgangsee (1949) - Child of the Danube (1950) - Wir werden das Kind schon schaukeln (1952) - Ich hab' mich so an Dich gewöhnt (1952) - Illusion in a Minor Key (1952) - The Empress of China (1953) - To Be Without Worries (1953) - Ein tolles Früchtchen (1953) - Hit Parade (1953) - Love and Trumpets (1954) - She (1954) - Hello, My Name is Cox (1955) - Ball at the Savoy (1955) - Reaching for the Stars (1955) - How Do I Become a Film Star? (1955 - Hotel Adlon (1955) - The Barrings (1955) - Mozart (1955) - The Bath in the Barn (1956) - Ich suche Dich (1956) - Friederike von Barring (1956) - Drayman Henschel (1956) - Spy for Germany (1956) - Banktresor 713 (1957) - Drei Mann auf einem Pferd (1957) - El Hakim (1957) - La Tour, prends garde ! (1958) - Le désordre et la nuit (1958) - Rosemary (1958) - Du rififi chez les femmes (1959) - Labyrinth (1959) - The Rough and the Smooth (1959) - The Buddenbrooks (1959) - The Ambassador (1960) - World in My Pocket (1961) - The Nina B. Affair (1961) | - Beloved Impostor (1961) - The Burning Court (1962) - Lulu (1962) - Anima nera (1962) - L'amore difficile (1962) - Moral 63 (1963) - Gripsholm Castle (1963) - Das große Liebesspiel (1963) - Tonio Kröger (1964) - Pleins feux sur Stanislas (1965) - Who Wants to Sleep? (1965) - The Upper Hand (1966) - The Poppy Is Also a Flower (1966) - Tender Scoundrel (1966) - How I Learned to Love Women (1966) - L'estate (1966) - Emma Hamilton (1968) - Death Knocks Twice (1969) - Hotel Royal (1969, TV film) - Slap in the Face (1970) - 11 Uhr 20 (1970, TV miniseries) - Seventeen and Anxious (1970) - Engel, die ihre Flügel verbrennen (1970) - The Dead Are Alive (1972) - The Monk (1972) - The Silkworm (1973) - Wanted: Babysitter (1975) - Es muss nicht immer Kaviar sein (1977, TV miniseries) - Sternensommer (1981, TV miniseries) - Der Sommer des Samurai (1986) - Pakten (1995) - Barfuss (2005) - Dinosaurier (2009) Apariciones - Die grosse Oportunidad (1957) - Peter Voss, el Héroe de la Jornada (1959) - Las Tuberías (1966) |

## Reconocimientos
- 1999: Medalla de la ciudad Viena
- 1999: Cruz de Honor Austriaca de las Ciencias y las Artes, clase 1[4]
- 2000: Orden del Mérito de la República Federal de Alemania (Verdienstkreuz am Bande)
- 2006: Premios Bambi en la categoría de "lifetime achievement"